# Charles Dvorak
Charles Edward Dvorak, ameriški atlet, * 27. november 1878, Chicago, Illinois, ZDA, † 18. december 1969, Seattle, Washington, ZDA.
Dvorak je nastopil na Poletnih olimpijskih igrah 1904 v St. Louisu, kjer je osvojil naslov olimpijskega prvaka v skoku ob palici. Potoval je že na Poletne olimpijske igre 1900 v Pariz, toda po nesporazumu se tekmovanja ni udeležil, v neuradnem tolažilnem tekmovanju pa je osvojil drugo mesto. Bil je prvi, ki je nastopal z bambusovo palico.